# Кудашка (гора)
Кудашка (баш. Ҡоҙаш) — гора в Кулгунинском сельсовете Ишимбайского района Башкортостана. Абсолютная высота 599,5 м.
Сложена песчаниками, алевролитами, сланцами рифея. Ландшафты представлены осиново-липовыми лесами. Находится на правом берегу р. Малая Кудашка, находится недалеко от трассы Р316, участок от Кулгунино к Бретяку.. На севере протекает р. Мулбой, на юге — р. Мардаш — обе впадают в р. Малая Кудашка.
У горы располагалась деревня Кудашево.
Название происходит от башкирского антропонима баш. Ҡоҙаш (русск. Кудаш)